# Возвращение архонтов
«Возвращение архонтов» (англ. «The Return of the Archons») — двадцать первый эпизод первого сезона американского научно-фантастического телесериала «Звёздный путь», впервые вышедший на телеканале NBC 9 февраля 1967 года и повторённый 27 июля.

## Сюжет
В звёздную дату 3156.2 звездолёт Федерации Энтерпрайз под командованием Джеймса Тиберия Кирка прибывает на планету Бета III, где почти сто лет назад пропал корабль «Архонт».
Возвратившись с разведывательного десантирования, лейтенант Сулу стал странно себя вести. Для выяснения обстоятельств Кирк снаряжает новую десантную группу и вместе с ней телепортируется на планету. Там они встречают цивилизацию, развитие которой можно сопоставить с XIX веком на Земле. Но характерным отличием Беты III от Земли является статичность культуры, отсутствие индивидуального выражения и творчества. Всем правят так называемые законники (англ. lawgivers), подчиняющиеся Ландру, полумифическому персонажу, которого никто не видел, а его имя боятся упоминать. Люди на планете находятся в подавленном состоянии и не улыбаются, однако группа людей с «Энтерпрайза» прибывает на планету ровно в тот день, когда все готовятся к «Фестивалю». В 18:00 под бой часов начинается «Фестиваль» и люди из покорных рабов превращаются в безумцев, дерущихся и разрушающих витрины магазинов. В этом погроме участвуют преимущественно молодые люди, а пожилые, наблюдающие за ними из домов, абсолютно спокойно относятся к этому погрому, чем вызывают недоумение у группы со звездолёта. Также местные удивлены, что чужаки не принимают участие в «Фестивале».
В пансионате, который стал убежищем для десанта, земляне узнают о некоем телепатическом сообществе, называемом «Тело», к которому принадлежат многие жители планеты, поклоняющиеся Ландру. Один из шпионов Ландру узнаёт, что незнакомцы не принадлежат к «Телу» и доносит на них. Однако Регер, хозяин, приютивший людей, участник сопротивления и желает помочь незнакомцам избавится от Ландру. Он рассказывает, что сто лет назад архонты (так нарекли членов экипажа звездолёта «Архонт») попытались противостоять Ландру, но были «поглощены» «Телом» и стали одними из многих прислужников диктатора. Регер предупреждает, что эта участь может постигнуть и экипаж «Энтерпрайза». Люди попадают в плен и их одного за другим куда-то уводят, а возвращаются они отрешёнными и умиротворёнными. В это время неизвестное излучение блокирует двигатели «Энтерпрайза» и тот двигается по сужающейся орбите, рискуя сгореть в атмосфере.
С помощью членов сопротивления Кирку и Споку удаётся найти Ландру. Им оказался древний компьютер, которому уже более 6 000 лет. Его создал учёный и философ Бетиан, чтобы после смерти его детище смогло поддерживать на планете мир и гармонию. Компьютер исполнил программу бездушно и безжалостно. Кирк и Спок убеждают машину, что она зло, а не благо и что она нарушила свою главную директиву. Компьютер понимает свою ошибку и самоликвидируется, освобождая от психического влияния всех жителей Беты III. Кирк оставляет на планете консультантов и преподавателей Федерации, чтобы помочь цивилизации, освобождённой от доминирования Ландру.

## Отзывы
Зак Хэндлен из The A.V. Club дал эпизоду оценку «B», отметив «свободное и нешлифованное чувство». Он негативно отозвался относительно сюжета, который не дотягивает до сюжетов других эпизодов, но похвалил его за амбициозность.

## Ремастеринг
Этот эпизод как и все остальные подвергся ремастерингу в 2006 году в честь сорокалетия оригинального сериала. Обновлённая версия была показана 5 мая 2007 года. Помимо стандартных улучшений видео и аудио, а также полностью компьютерной модели «Энтерпрайза» была перерисована планета, став более реалистичной и похожей на Землю.